# 18624 Prévert
18624 Prévert eller 1998 DV13 är en asteroid i huvudbältet som upptäcktes den 27 februari 1998 av OCA–DLR Asteroid Survey (ODAS). Den är uppkallad efter den franske poeten Jacques Prévert.